# Petra Meyenburg
Petra Meyenburg (* 15. November 1959 in Bad Berka; † 15. April 2010 in Berlin) war eine deutsche Literaturredakteurin und Hörspielregisseurin.

## Leben und Wirken
Petra Meyenburg machte ihr Studium der Germanistik und Psychologie in Jena. Danach arbeitete sie ab 1983 als Literaturredakteurin und  -regisseurin bei Radio DDR II. Sie war dort verantwortlich für Reihen wie „Musik und Dichtung“ oder „Stunde der Weltliteratur“. Ab 1990 war sie bei DS-KULTUR als Redakteurin und Moderatorin und ab 1992 als freie Redakteurin für den ORB – Radio Brandenburg tätig. Von 1998 bis zu ihrem Tod im Jahr 2010 arbeitete sie als freie Redakteurin, Autorin und Regisseurin für verschiedene Radioprogramme wie MDR Kultur/MDR Figaro, Deutschlandradio Berlin oder RBB Kulturradio.
Für MDR Kultur produzierte sie die großen Romanlesungen: Christoph Hein: Von allem Anfang an (1998) mit Ulrich Mühe, Landnahme (2004) mit Hanns Zischler, Alexander Lang, Gudrun Ritter, Wolfgang Winkler, Angelika Waller und Peter Sodann; Klaus Mann: Der Wendepunkt (1999) mit Ulrich Noethen sowie Sigrid Damm: Christiane und Goethe (2000) mit Eva Mattes.
Die Hörbuchversion ihrer Bearbeitung des Bulgakow-Romans Der Meister und Margarita (MDR 1998) wurde zum Hörbuch des Jahres 1999.
Unter ihrer Regie entstanden für MDR Figaro die Autorenlesung Allerseelen  (2003) von und mit Cees Noteboom sowie die Aufnahme von Reiner Kunzes Die wunderbaren Jahre (2004) mit Winfried Glatzeder. Mit Gert Haucke gemeinsam produzierte sie die Reihe Hund aufs Herz (MDR 2003).

## Hörbücher (Auswahl)
- Der Fenstersturz. Von und mit Mario Adorf. Der Hörverlag, 1997, ISBN 3-89940-454-8.
- Michail Bulgakow: Der Meister und Margarita. Funkerzählung mit Jürgen Hentsch, Thomas Thieme, Bärbel Röhl, Jürgen Holtz, Peter Fricke, Hermann Beyer, Hilmar Eichhorn, Jürgen Thormann, Winfried Glatzeder, Gert Haucke, Dieter Mann u. v. a. MDR 1998 / der Hörverlag, 1999, ISBN 3-86717-453-9.
- Von allen Anfang an. von Christoph Hein, Lesung mit Ulrich Mühe, MDR 1998 / Der Audio Verlag, 1999, ISBN 3-89813-503-9.
- Sigrid Damm: Christiane und Goethe. Lesung mit Eva Mattes, MDR 2000 / der Hörverlag 2000, ISBN 3-89584-400-4.
- Zadie Smith: Zähne zeigen. Mit Eva Gosciejewicz und Rufus Beck. der Hörverlag 2001, ISBN 3-89584-503-5.
- Hund aufs Herz. Von und mit Gert Haucke. MDR 2004 / Hörzeichen, 2004, ISBN 3-934492-10-X.
- Allerseelen. Von und mit Cees Noteboom, MDR 2004 / Hoffmann und Campe, 2004, ISBN 3-455-30467-2.
- Klaus Mann: Der Wendepunkt. Lesung mit Ulrich Noethen. MDR/BR 1999 / der Hörverlag, 2004, ISBN 3-89584-958-8.
- Bibliotheca Anna Amalia – Neun Werke der Weltliteratur. hr/NDR/RBB/SWR/MDR 2007 / Der Audio Verlag, 2007, ISBN 978-3-89813-635-8. Darin: Auch ich in der Champagne von Johann Wolfgang von Goethe mit Jürgen Hentsch. (alle Aufnahmen dieser Hörbücher erfolgten unter der Regie von Petra Meyenburg).
- Günter de Bruyn: Neue Herrlichkeit Ungekürzte Lesung mit Jürgen Hentsch; Regie: Petra Meyenburg. mp3-CD. MDR FIGARO, 2006 / Der Audio Verlag, 2015, ISBN 978-3-86231-554-3.

## Preis
- „Hörbuch des Jahres 1999“ für Michael Bulgakow: Der Meister und Margarita. Rundfunkbearbeitung und Regie: Petra Meyenburg, MDR 1998 und Der Hörverlag 1999.